# Seznam sirskih letalskih asov arabsko-izraelskih vojn
Seznam sirskih pilotov, ki so pridobili naziv letalskega asa med arabsko-izraelskimi vojnami.
- Majid Zugbi -                         6
- Jur Abid Adib -                       5
- Majdat Halabi -                       5